# Kuiper (cràter marcià)
Kuiper és un cràter d'impacte del planeta Mart situat al sud del cràter Nordenskiöld, al nord-oest de Wright i al sud-oest de Millman, a 57.4° sud i 149.8° oest. L'impacte va causar una depressió de 87 quilòmetres de diàmetre. El nom va ser aprovat el 1976 per la Unió Astronòmica Internacional, en honor de l'astrònom alemany Gerard Kuiper (1905 - 1973).